# يان فيرويذر
يان فيرويذر (بالإنجليزية: Ian Fairweather)‏ هو رسام أسترالي، ولد في 29 سبتمبر 1891 في جسر ألن ‏ في المملكة المتحدة، وتوفي في 20 مايو 1974 في بريزبان في أستراليا.

## وصلات خارجية
- يان فيرويذر على موقع الموسوعة البريطانية (الإنجليزية)